# Liste der Baudenkmale in Hintersee (Vorpommern)
In der Liste der Baudenkmale in Hintersee sind alle denkmalgeschützten Bauten der vorpommerschen Gemeinde Hintersee und ihrer Ortsteile aufgelistet. Grundlage ist die Veröffentlichung der Denkmalliste des Kreises Uecker-Randow mit dem Stand vom 1. Februar 1996. 

## Baudenkmale nach Ortsteilen

### Hintersee
| ID | Lage                   | Bezeichnung                          | Beschreibung                                                                                     | Bild                                 |
| -- | ---------------------- | ------------------------------------ | ------------------------------------------------------------------------------------------------ | ------------------------------------ |
|    | Dorfstraße 13 (Karte)  | Wohnhaus und Stallscheune            |                                                                                                  |                                      |
|    | Dorfstraße 32 (Karte)  | Wohnhaus und Stallscheune            |                                                                                                  |                                      |
|    | Dorfstraße             | ehem. Werkstatt                      |                                                                                                  |                                      |
|    | Dorfstraße 48 (Karte)  | Schule                               |                                                                                                  |                                      |
|    | Dorfstraße 57 (Karte)  | Wohnhaus                             |                                                                                                  |                                      |
|    | Dorfstraße 64 (Karte)  | Wohnhaus und Stallscheune            |                                                                                                  |                                      |
|    | Dorfstraße 78          | Wohnhaus                             |                                                                                                  |                                      |
|    | Dorfstraße 102 (Karte) | Wohnhaus und Stallscheune            |                                                                                                  |                                      |
|    | Dorfstraße 107 (Karte) | Wohnhaus                             |                                                                                                  |                                      |
|    | Dorfstraße 110 (Karte) | Haustür                              |                                                                                                  |                                      |
|    | Dorfstraße 114 (Karte) | Wohnhaus                             |                                                                                                  |                                      |
|    | Dorfstraße 118 (Karte) | Wohnhaus                             |                                                                                                  |                                      |
|    | Dorfstraße 121 (Karte) | Wohnhaus, Scheune und Nebengebäude   |                                                                                                  |                                      |
|    | Dorfstraße 128 (Karte) | Gasthaus                             |                                                                                                  |                                      |
|    | Dorfstraße 129 (Karte) | Wohnhaus                             |                                                                                                  |                                      |
|    | Dorfstraße 136 (Karte) | Wohnhaus und Scheune                 |                                                                                                  |                                      |
|    | Dorfstraße 141 (Karte) | Wohnhaus                             |                                                                                                  |                                      |
|    | Dorfstraße 144 (Karte) | Wohnhaus und Stallscheune            |                                                                                                  |                                      |
|    | Dorfstraße 153 (Karte) | Wohnhaus, Scheune und Stall          |                                                                                                  |                                      |
|    | Dorfstraße             | Friedhofskapelle                     |                                                                                                  |                                      |
|    | Dorfstraße             | Straßenpflaster                      |                                                                                                  |                                      |
|    | (Karte)                | Kirche                               | Die Kirche entstand im Jahr 1899; die Kirchenausstattung stammt im Wesentlichen aus der Bauzeit. | Weitere Bilder                       |
|    |                        | Kriegerdenkmal 1914/18 an der Kirche |                                                                                                  | Kriegerdenkmal 1914/18 an der Kirche |

### Zopfenbeck
| ID | Lage                 | Bezeichnung                 | Beschreibung | Bild |
| -- | -------------------- | --------------------------- | ------------ | ---- |
|    | Zopfenbeck 1 (Karte) | Wohnhaus, Stall und Scheune |              |      |

## Quelle
- Bericht über die Erstellung der Denkmallisten sowie über die Verwaltungspraxis bei der Benachrichtigung der Eigentümer und Gemeinden sowie über die Handhabung von Änderungswünschen (Stand: Juni 1997)

- Karte mit allen Koordinaten:
- OSM |
- WikiMap